# 圣斯皮里图斯市

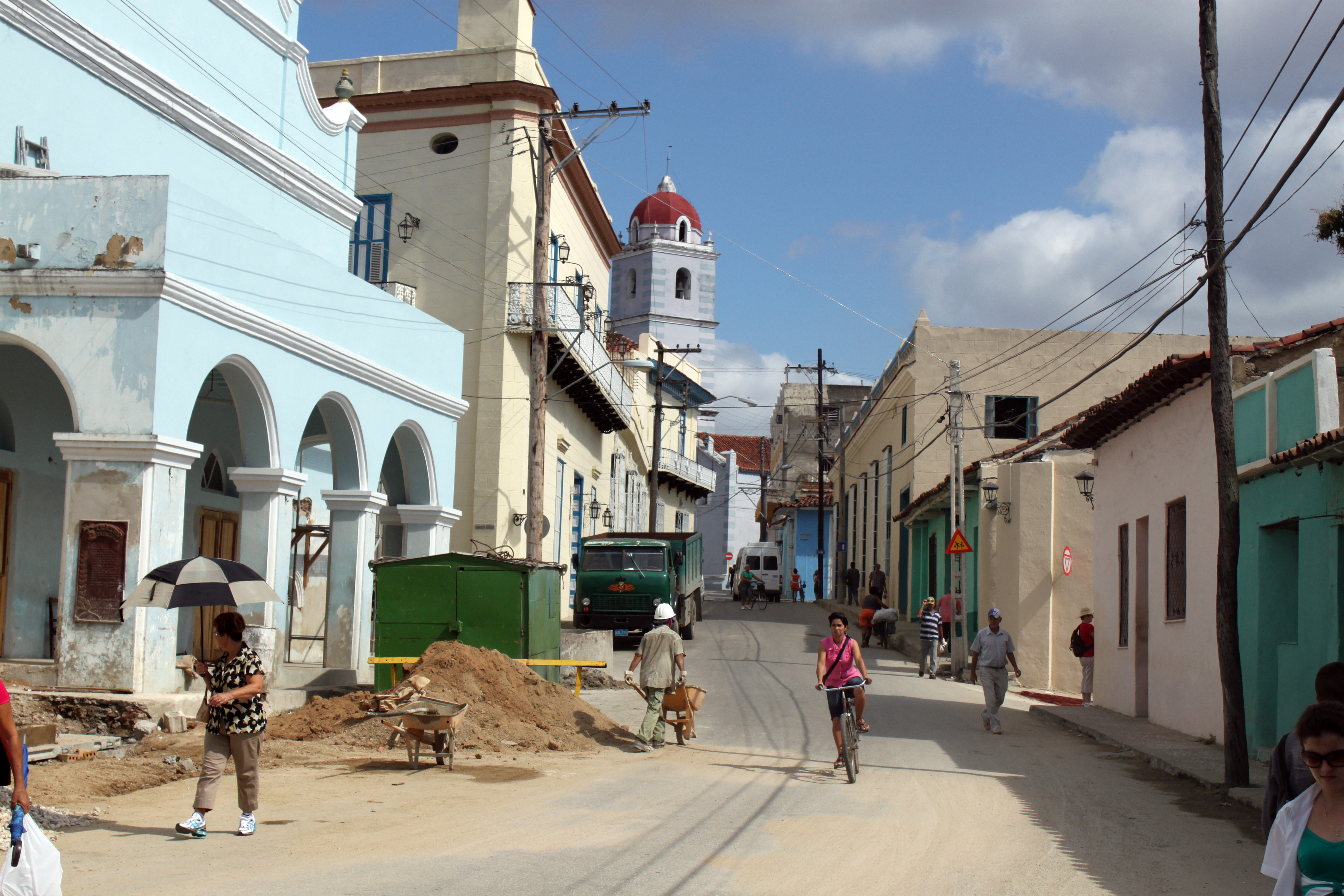
Sancti Spíritus

圣斯皮里图斯市（Sancti Spíritus），是古巴中部一城市，圣斯皮里图斯省省会和主要城市之一。该市市名来自拉丁语，意为“圣灵”。
圣斯皮里图斯市面积1,151平方公里，人口133,843人（2004年）。